# IFS
IFS AB (повна назва — Industrial and Financial Systems) — шведська компанія, розробник програмного забезпечення для комплексного управління діяльністю підприємства. Продуктами компанії є ERP-система IFS Applications, рішення IFS Field Service Management для управління виїзним обслуговуванням, рішення IFS Enterprise Operational Intelligence  для аналізу оперативних даних, рішення IFS Maintenix для управління технічним обслуговуванням і ремонтами авіатехніки. Штаб-квартира компанії знаходиться в Лінчепінгу, офіси та представництва є у 54 країнах світу. 

## Історія
Заснована в 1983 році п'ятьма інженерами з Лінчепінгського університету, першою розробкою компанії було програмне забезпечення для проведення ремонтів та технічного обслуговування обладнання. Комплексна ERP система була представлена у 1990 році. З 1998 року IFS Applications має компонентну структуру, а акції компанії IFS почали котируватись на Стокгольмській фондовій біржі.
З 1999 року представництва IFS існують на всіх континентах. У 2001 р. вводяться засновані на Java Інтернет-портали та мобільні рішення, що дозволяє розширити мережу клієнтів компанії. У 2005 році було нараховано близько 500 тисяч користувачів ERP-системи, яких у 2011 році стає 800 тисяч, а у 2015 році - 1 млн. Генеральним директором компанії з квітня 2018 року є Даррен Роос.
У 2012 році виходить оновлена версія системи IFS Applications 8, яка, окрім  роботи із 4 ключовими бізнес-процесами забезпечує виконання будь-яких бізнес-вимог до фінансів, HR, управлінню життєвим циклом продуктів, управління якістю, документообігом, CRM та впливом на екологію.
У травні 2012 року було оголошено про придбання компанією IFS компанії Metrix, що спеціалізується на розробці мобільних прикладних програм, метою придбання було отримання можливості надати користувачам мобільні рішення для виконання робіт поза офісом, інтегровані з ERP-системою.
З 2014 року починає роботу IFS Academy - центр, завданням якого є допомога клієнтам та партнерам  IFS у підвищенні рівня їхніх знань та компетенцій.
У 2015 році виходить оновлена версія системи IFS Applications 9, яку відрізняє наявність багаторівневої архітектури додатку, покращена візуалізація інформації, рішення для роботи із хмарою Microsoft Azure, вбудована CRM-система та рішення для ведення міжнародного бізнесу. У цьому ж році IFS провела придбання компанії VisionWaves, а на початку 2017 року було придбано компанію Mxi.
Восени 2017 року оголошено про придбання компанії Workwave, провідного постачальника хмарних SaaS-рішень.
Наприкінці 2019 року IFS придбала Astea International - компанію з розробки рішень для управління виїзним обслуговуванням.

## Нагороди
У 2011 році консалтингова компанія Frost & Sullivan присудила компанії IFS нагороду "За підвищення цінності для користувача" (Customer Value Enhancement) за результатами аналізу ринку систем з управління активами підприємств (EAM).
У 2016 році IFS отримала нагороду Mobile Star Awards за найкращий програмний продукт для управління виїзним обслуговуванням та мобільне рішення для підприємств.
У 2017 році аналітики компанії Panorama Consulting опублікували звіт Top 10 ERP Systems Rankings Report for 2017 на основі даних досліджень більш ніж 250 систем автоматизації бізнесу; за їх результатами було сформовано рейтинг 10 найбільш затребуваних ERP-систем, у якому компанія IFS посіла 4 місце.
Восени 2017 року компанія Gartner визнала IFS лідером "Магічного квадранту" в категорії "Управління виїзним обслуговуванням" за "спроможність доводити проекти до кінця" та "повноту бачення".
Влітку 2018 компанія Panorama Consulting у звіті 2018 Top 12 Manufacturing ERP Systems Report опублікувала рейтинг 12 популярних постачальників ERP-систем для виробничих компаній. Компанія IFS посіла у ньому 5 місце. Восени 2018 Panorama Consulting представила ще один рейтинги, до складу якого увійшла IFS: 10 кращих постачальників ERP-рішень для дистрибуції, IFS зайняла 6 позицію. Окрім цього, компанія ARC Advisory Group (аналітика, маркетингові дослідження) визнала IFS лідером серед постачальників рішень для управління основними фондами (EAM-рішень), призначених для компаній галузі авіації і оборони.
У 2019 р. компанію вп'яте обрано лідером "Магічного квадранту" Gartner у категорії "Управління виїзним обслуговуванням" за рішення IFS FSM і лідером з постачання FSM-рішень за версією IDC MarketScape .
Напочатку 2020 р. було опубліковано рейтинг топ-10 ERP-вендорів, сформований спеціалістами аналітико-консалтингової компанії Panorama Consulting, до якого також увійшла й IFS.

## IFS Applications
IFS Applications — компонентна ERP-система з SOA архітектурою - основний продукт компанії. Panorama Consulting віднесла продукт до другої групи ERP-систем за часткою присутності на ринку: у першій групі сконцентровано половину ринку, що працює на системах SAP, Oracle та Microsoft, другу групу, що займає 11 % ринку, IFS розділяє з системами компаній Epicor, Sage, Infor, QAD, Lawson та Ross.
IFS Applications містить модулі: виробництво, фінанси, дистрибуція, персонал, продаж, проекти, інжинірінг, документообіг, технічне обслуговування та ремонт, управління якістю, управління екологічним впливом.
Система переведена на 24 мови, з восьмої версії (2012 рік випуску) система є доступною для роботи кінцевих користувачів з планшетів та смартфонів.
У травні 2018 р. відбувся реліз IFS Applications 10. Особливостями нової версії стали новий інтерфейс користувача IFS Aurena, наявність віртуального співрозмовника IFS Aurena Bot, що дозволяє спростити обмін інформацією із системою за допомогою голосу чи текстових повідомлень, розширення функціональності планування матеріальних ресурсів (Demand-driven MRP), перебудований механізм управління міжнародним податковим адмініструванням, сучасні API, що організовані за принципом мікросервісної архітектури і розроблені на основі стандартів RESTful і OASIS oData, а також більш ніж 500 функціональних оновлень в усіх модулях.
Станом на початок 2020 року стверджується про понад 10 тисяч впроваджень системи на підприємствах різних галузей промисловості, серед замовників вказані Eesti Energia, Viru Keemia Grupp (VKG),  Energo-Pro Georgia [Архівовано 24 жовтня 2019 у Wayback Machine.], Nestle, BMW, Saab, Olympus, Mitsubishi, Pepsi, NEC, Oriflame, Slovnaft, ГЕС «Три ущелини». Серед впроваджень в Україні називають Nowy Styl [Архівовано 21 травня 2017 у Wayback Machine.], корпорацію "Артеріум", "Церсаніт Інвест [Архівовано 16 травня 2017 у Wayback Machine.]", "Барлінек-Інвест [Архівовано 19 травня 2017 у Wayback Machine.]",  "ДКП "Фармацевтична фабрика [Архівовано 20 травня 2017 у Wayback Machine.]", "ТММ-Енергобуд [Архівовано 3 травня 2017 у Wayback Machine.]", "Golden Tile [Архівовано 1 квітня 2020 у Wayback Machine.]".